# Région des Hautes-Terres
La région des Hautes-Terres est une division administrative de la Papouasie-Nouvelle-Guinée. Elle se compose des territoires du centre de la Nouvelle-Guinée :

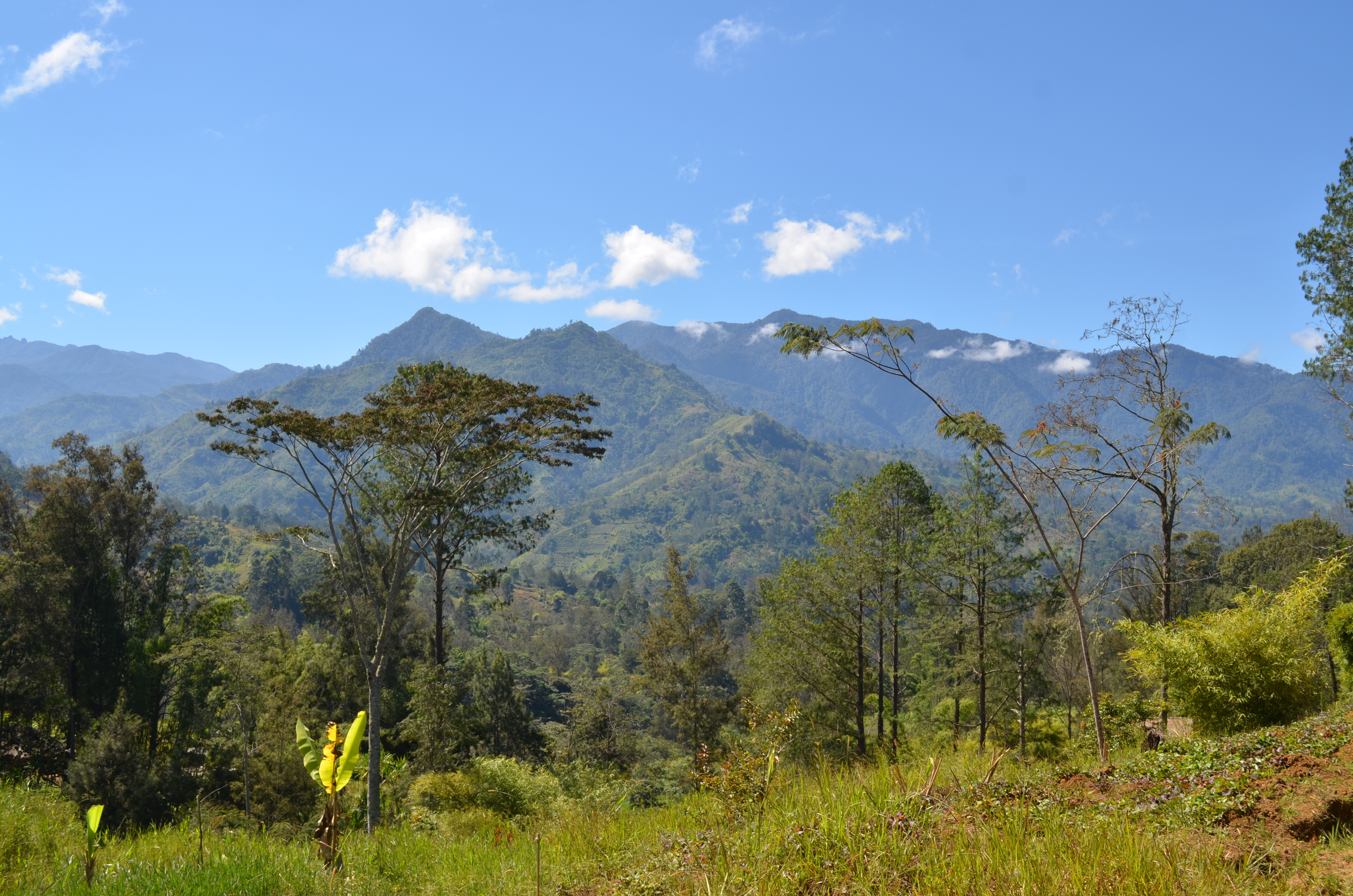
Vue d'un paysage de la Région des Hautes-Terres.

- Chimbu
- Hautes-Terres orientales
- Enga
- Hautes-Terres méridionales
- Hautes-Terres occidentales
- Hela
- Jiwaka